# Чемпіонат Американського Самоа з футболу
Чемпіонат Американського Самоа (офіційна назва — Сеньйор ліга ФФАС) (англ. FFAS Senior League) — аматорське змагання з футболу з-поміж клубів Американського Самоа, в ході якого визначається чемпіон країни й представники міжнародних клубних змагань. Заснований 1976 року.
Кількість команд, які беруть участь у чемпіонаті, змінюється щороку. Рівень клубів, які виступають, суто аматорський. Окрім цього, ліга не підтримує специфічну систему підвищення та вильоту, оскільки фактично не існує другого дивізіону, тому учасниками, як правило, є клуби, які постійно виступають, але можуть зніматися місцевою федерацією. Зокрема, у сезоні 2016 року виступало 10 команд. Наразі перемога в чемпіонаті дозволяє зіграти у попередньому раунді Ліги чемпіонів ОФК.
Найуспішнішою командою є «Паго Юз», яка має 8 чемпіонських титулів.

## Формат турніру
Формат чемпіонату щороку змінюється. У сезоні 2016 року ліга проводилася в два етапи. У першому з них десять команд-учасниць зустрічалися одна з одною за системою всі проти всіх в одне коло, загалом кожна команда провела 9 поєдинків. П’ять найсильніших команд вийшли до чемпіонського раунду, вони знову зустрічаються одна з одною, результати першого раунду анульовуються. Той, хто набрав найбільшу кількість очок у чемпіонському раунді, стає переможцем турніру та кваліфікується у попередній раунд Ліги чемпіонів ОФК.

## Чемпіони та віце-чемпіони
| Сезон     | Чемпіон                       | Віце-чемпіон        |
| --------- | ----------------------------- | ------------------- |
| 1976      | «Тафуна Джетс»                |                     |
| 1977–80   | Невідомо                      | Невідомо            |
| 1981      | «Паго Іглз»                   |                     |
| 1982      | «Паго Іглз»                   |                     |
| 1983      | «Нуюулі»                      |                     |
| 1984-1991 | Невідомо                      | Невідомо            |
| 1992      | «Нуюулі»                      |                     |
| 1993-1996 | Невідомо                      | Невідомо            |
| 1997      | «Паго Іглз»                   |                     |
| 1998      | Невідомо                      | Невідомо            |
| 1999      | «Коніка Машин»                |                     |
| 2000      | «ПанСа» та «Вайлд Вайлд Вест» |                     |
| 2001      | «ПанСа»                       |                     |
| 2002      | «ПанСа»                       | «Ютулей Юз»         |
| 2003      | «Манумеа»                     |                     |
| 2004      | Невідомо                      | Невідомо            |
| 2005      | «ПанСа»                       | «Коніка»            |
| 2006      | Невідомо                      | Невідомо            |
| 2007      | «Коніка»                      | «Піс Бразерс»       |
| 2008      | «Паго Юс»                     | «Блек Роузес»       |
| 2009      | «Блек Роузес»                 | «Ілаоа енд Тоомата» |
| 2010      | «Паго Юс»                     | «Блек Роузес»       |
| 2011      | «Паго Юс»                     | «Вайлоатай Юз»      |
| 2012      | «Паго Юс»                     | «Блек Роузес»       |
| 2013      | СКБС                          | «Паго Юс»           |
| 2014      | «Утулей Юз»                   | «Лайон Гарт»        |
| 2015      | «Утулей Юз»                   | «Лайон Гарт»        |
| 2016      | «Паго Юс»                     | «Ютулей Юз»         |
| 2017      | «Паго Юс»                     | «Лайон Гарт»        |
| 2018      | «Паго Юс»                     | «Ютулей Юз»         |
| 2019      | «Паго Юс»                     | «Ютулей Юз»         |
| 2020      | Не проводився                 | Не проводився       |
| 2021      | «Ваяла Тонга»                 | «Паго Юс»           |
| 2022      | «Ілаоа енд Тоомата»           | «Паго Юс»           |
| 2023      | «Роял Пума»                   | «Паго Юс»           |
| 2024      | «Паго Юс»                     | «ПанСа»             |

## Переможці за кількістю чемпіонств
| Клуб                      | Титули | Роки чемпіонств                                |
| ------------------------- | ------ | ---------------------------------------------- |
| «Паго Юс»                 | 8      | 2008, 2010, 2011, 2012, 2016, 2017, 2018, 2019 |
| «ПанСа»                   | 4      | 2000, 2001, 2002, 2005                         |
| «Паго Іглз»               | 3      | 1981, 1982, 1997                               |
| «Нуюулі»                  | 2      | 1983, 1992                                     |
| «Коніка» («Коніка Машин») | 2      | 1999, 2007                                     |
| «Утулей Юз»               | 2      | 2014, 2015                                     |
| СКБС                      | 1      | 2013                                           |
| «Блек Роузес»             | 1      | 2009                                           |
| «Манумеа»                 | 1      | 2003                                           |
| «Вайлд Вайлд Вест»        | 1      | 2000                                           |
| «Тафуна Джетс»            | 1      | 1976                                           |

## Підсумкова таблиця
| Міс. | Команда             | Сезони | Очок | Титули |
| ---- | ------------------- | ------ | ---- | ------ |
| 1    | «Паго Юс»           | 10     | 266  | 8      |
| 2    | «Утулей Юз»         | 12     | 189  | 2      |
| 3    | «Лайон Гарт»        | 11     | 178  | 0      |
| 4    | «Блек Роузес»       | 10     | 145  | 1      |
| 5    | «Ілаоа енд Тоомата» | 9      | 114  | 0      |
| 6    | «Тафуна Джетс»      | 10     | 113  | 1      |
| 7    | «ПанСа»             | 9      | 98   | 4      |
| 8    | «Ваяла Тонган»      | 7      | 85   | 0      |
| 9    | «Роял Пума»         | 4      | 74   | 0      |
| 10   | СКБС                | 6      | 73   | 1      |
| 11   | «Грін Бей»          | 7      | 64   | 0      |
| 12   | «Тапутіму Юз»       | 4      | 61   | 0      |
| 13   | «Фагаса Юз»         | 4      | 57   | 0      |
| 14   | «Вайлоатай Юз»      | 2      | 40   | 0      |
| 15   | «Паго Юз Б»         | 6      | 38   | 0      |
| 16   | «Вайтогі Юнайтед»   | 2      | 33   | 0      |
| 17   | «Ківі Соккерс»      | 3      | 32   | 0      |
| 18   | «Ренегейдс»         | 1      | 30   | 0      |
| 19   | «Фагатого»          | 2      | 24   | 0      |
| 20   | «Піс Бразерс»       | 1      | 7    | 0      |
| 21   | «Луаліі»            | 1      | 6    | 0      |
| 22   | «Лайон Гарт Б»      | 1      | 5    | 0      |
| 23   | «Атуу Бронкос»      | 1      | 4    | 0      |
| 24   | «Ваяла Тонган Б»    | 1      | 3    | 0      |
| 25   | «Иафуна Джетс Б»    | 1      | 1    | 0      |
| 26   | «Атуу Бронкос Б»    | 1      | 0    | 0      |